# Yaiádeva

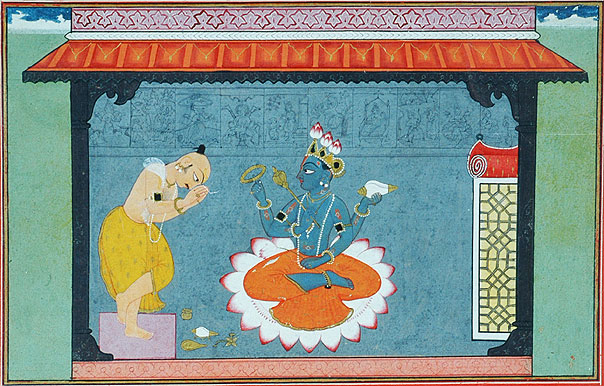
Yaiádev adora al dios Visnú. Acuarela sobre papel pahari, hacia 1730.

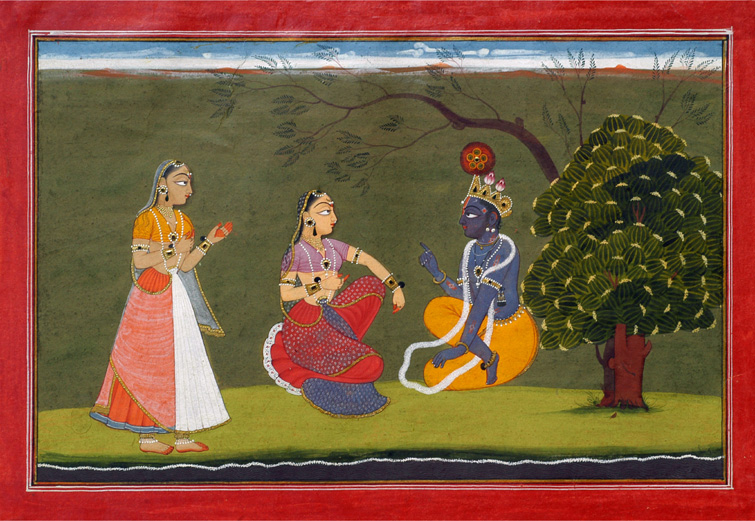
Pintura bahsoli Radha y Krisná discutiendo. Ilustración del Guita-govinda. Acuarela sobre papel, hacia 1730.

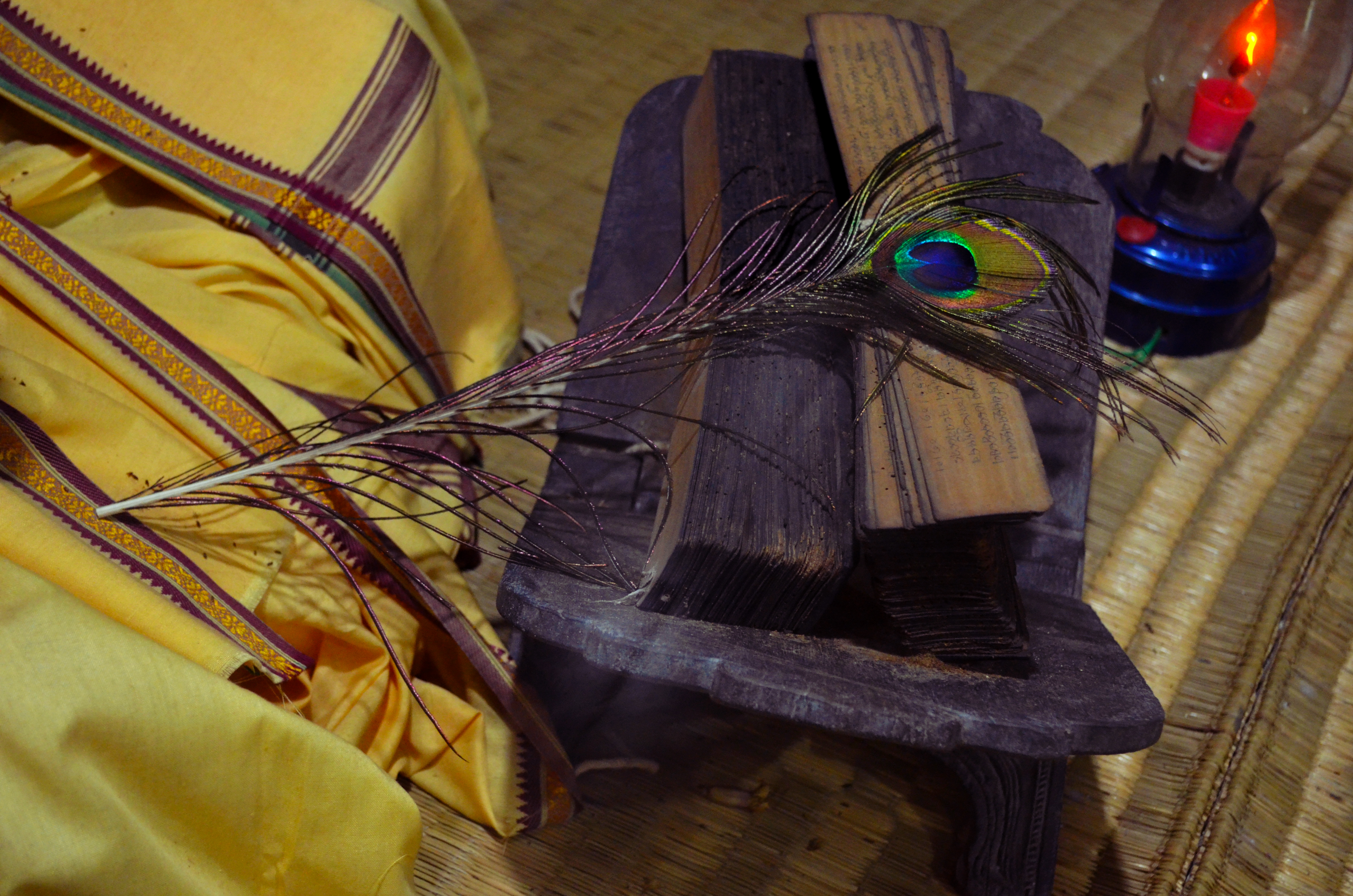
Copia manuscrita del Guita-govinda, escrita en hoja de palma (tal como se habrá escrito el original). Se encuentra en el Odisha State Museum, de Bhuvaneswar.

Yaiá Deva (siglo XII) fue un compositor de himnos y poemas hindúes de origen oría (de la costa oriental de la India).
Su trabajo más importante es el Guitá-govinda (c. 1180).

## Biografía
Yaiádeva era brahmán de nacimiento. La fecha de nacimiento de Yaiádeva es incierta.

### Lugar de nacimiento
En el Guita-govinda, Yaiádeva dice que nació en el pueblo de Kindubilva.
En la India hay tres localidades con el nombre Kenduli:
- Kenduli Sasan, cerca de Puri (en el actual Estado de Orisa).
- Mithila Kenduli (en Mithila) y
- un ignoto Jayadeva Kenduli (en Bengala Occidental).

La vida de Yaiádeva está relacionada con los reyes del siglo XII del Estado de Orisa.
En el siglo XIX, el poeta bengalí Banamali Das afirmó que Yaiádeva había nacido en una aldea llamada Kenduli, en Birbhum (Bengala Occidental). Se ha demostrado que no existe tal pueblo llamado Kenduli en el mapa los ingresos de Birbhum (Bengala Occidental).
El poeta ceilandés George Keyt, en su libro Song of love (publicado en Nueva Delhi por Hindi Books) afirma que Yaiádeva fue el poeta de la corte de Laksman Sen, un rey de Bengala que reinó entre 1178 y 1206.
Estos datos contradicen la opinión de la mayoría de los escritores y estudiosos indios, que opinan que el poeta Yaiádeva nació en el pueblo Kenduli o Kenduvillva en la orilla del río Prachi ―a pocos kilómetros de Puri, el renombrado asiento krisnaísta de la India, y famoso por el templo del Señor Yáganat―.
Se basan en los siguientes hechos:
- Késhava Misra, un erudito maithilí, en su libro Alankar Sekhar, afirmó que Yaiádeva era el más grande de los poetas y eruditos que habían adornado el Utkal Bhupati Sabha (la asociación de la región de Odissa).
- El poeta maithili Chandradutta, en su libro Bhakti-mala, escrito en sánscrito, afirmó que Yaiádeva era un utkal brahmán (un sacerdote oría) y vivía cerca de Puri.
- En 1585, Navoyí de Gwalior escribió un libro llamado Bhakti-mala en hindí donde menciona que Yaiádeva era un poeta de la entonces Utkal (Orissa).
- El poeta Majipati de Majarastra, en su libro titulado Bhakti Vijaya|Bhakti-viyaia]], menciona que Yaiádeva nació en Kenduvilla (Kendubillwa), cerca de Puri.
- En el Kula-dipak, un libro escrito en asamés, afirma que Yaiádeva era de Utkal.
- Pandit Mallagi Suryanarayan Shastri, un estudioso de Andhra Pradesh, en su libro titulado Sanskrit poets biography (‘biografía de poetas sánscritos’) menciona que Yaiádeva nació en Kendubillwa, cerca de Jagannath Kshetra Utkal.
- En 1365, Jaridás Jirachanda de Majarastra admitió en el prólogo de un libro editado por él en maratí, que Yaiádeva nació cerca de Srikshetra (Puri), en el pueblo de Kendubilwa.
- El Dr. Parasuram Chaturvedi, un crítico de la literatura hinduista, en su libro Uttar Bharat Ki Santh Parampara (escrito en hindí) mencionó que el poeta Yaiádeva pertenecía a Utkal.
- Un templo en Bardhaman (en Bengala Occidental) afirma que es el lugar de nacimiento de Yaiádeva. Sin embargo actualmente se ha descubierto que fue construido por la reina de Burdhaman en 1683, mientras que hay suficiente evidencia para demostrar que Yaiádeva vivió cinco siglos antes, en el siglo XII.
- En el templo de Yáganat Puri hay una inscripción desde el siglo XII que menciona claramente que antes de retirarse a dormir, el Señor Yáganat escucha el Guita-govinda del poeta Yaiádeva.
- Según el almanaque Madala, el poeta Narasinja Dev fue quien introdujo la recitación del Guita-govinda en el templo de Yáganat.
- Durante el reinado del rey Purusottama Dev se intentó cambiar el Guita-govinda-seva (‘servicio de [lectura del] Guita-govinda’) en el templo de Yáganat. Sin embargo este cambio no se llevó a cabo porque no obtuvo reconocimiento. Entonces el rey Prataparudra Dev ―que vivió en la época de Chaitania, a principios del siglo XVI― hizo registrar una inscripción en la puerta Yaia-Viyaia del templo:

El Guita-govinda de Bada Thakura se debe cantar y bailar en el momento de hacer las ofrendas alimentos al Señor.

## Registros históricos sobre la vida de Yaiádeva
Recientemente se han descubierto inscripciones en los templos Linga Rash, Madhukésuar y Simja-Chal.
Fueron leídos e interpretados por el Dr. Satyanarayan Rajaguru y han arrojado algo de luz sobre los primeros años de Yaiádeva. Estas inscripciones narran cómo Yaiádeva fue uno de los maestros de la escuela de Kurmapataka, y que podría haber estudiado allí. Debe de haber sido después de su educación infantil en Kenduli Sasan que él se fue a Kurmapataka y adquirió experiencia en la poesía, la música y el baile.
La primera mención de Yaiádeva fuera de Odisha fue escrita por Chand Bardai, el poeta de la corte del rey Prithviraj Chauhan.
La siguiente referencia más antigua fuera de Odisha se encuentra en una inscripción del rey Sarangadev en el año 1201. Estos registros establecen que el Guita-Govinda se hizo popular en toda la India poco después de su composición, tal vez porque se representó regularmente en el templo de Yáganat, en Puri (Odisha).
Algunos detalles adicionales sobre Yaiádeva se han obtenido a partir de un libro del poeta oriya krisnaísta Madhava Patnaik, quien fue contemporáneo del santo bailarín Chaitania (1486-1534). El libro de Madhava Patnaik ―que fue encontrado en tres hojas de palma a principio de los años ochenta― da cuenta clara de la visita de Chaitania a Puri. Menciona que Chaitania visitó Kenduli Sasan, cerca de Puri, para rendir homenaje a Yaiádeva y para cantar pasajes del Guita-govinda. El libro menciona que Kenduli Sasan era, de hecho, el lugar de nacimiento de Yaiádeva.
El libro de Madhava Patnaik también da cuenta de los primeros años de Yaiádeva de las leyendas alrededor de Puri. Menciona que Yaiádeva sobresalió en su estudio de los Puranas desde la primera infancia.

## Vida y obras
Los padres del poeta eran Bhoyadeva y Ramadevi. A partir de las inscripciones en los templos ahora se sabe que Yaiádeva recibió su educación en la poesía sánscrita en un lugar llamado Kurmapataka, posiblemente cerca de Konark, en Odisha.
Yaiádeva se convirtió en brahmán mendicante vagabundo, y probablemente visitó Puri en algún momento. Allí, según la tradición, se casó con una bailarina llamada Padmavati. Esta versión, sin embargo, no la admiten los primeros comentaristas ni los estudiosos modernos.

### Guitá-Govinda
Su trabajo más importante es el Guitá-govinda (c. 1180), acerca de las aventuras amorosas del dios adolescente hinduista Krisná con la pastora Radhá. La importancia del texto estriba en que Radha aparece como más importante que el propio Krisná. Esta doctrina permeó los movimientos bhakti a partir de este momento.

## Contribuciones literarias
En su poema Dasa-kriti-krite, Yaiádeva popularizó el concepto de los Dasavatara (‘diez encarnaciones’ del dios Visnú), que ya existían en Orissa desde el siglo VII aproximadamente, y se volverían inmensamente populares en el hinduismo.
Tomó esa idea de la lista de 24 avatares principales que aparece en el Visnú-purana.
También popularizó la clásica postura Tribhangi (‘tres dobleces’, en las piernas, la cintura y los brazos) de Krisná tocando la flauta.
Él también institucionalizó el sistema devadasi. Las devadasis (‘esclavas de Dios’) eran bailarinas que realizaban danzas eróticas especialmente dedicadas a la estatua de Krisná en el templo. Como consecuencia de las obras del gran poeta, los templos oría comenzaron a incorporar dentro de sus recintos un nata-mandir (salón de danza) separado, para espectáculos odissi.
Este sistema existió en los templos de Orissa hasta 1955, en que fue discontinuado.

## Legado
Tres siglos después de su muerte, el religioso sij Gurú Nanak (1469-1539) conoció sus obras en Puri, y decidió incluir dos himnos religiosos atribuidos a este Yaiádeva en el Gurú-granth-sajib, el libro sagrado de la religión sij, compuesto entre fines del siglo XV y 1708.